# Мелісса Маккарті
Мелі́сса Енн Макка́рті (англ. Melissa Ann McCarthy; нар. 26 серпня 1970, Пленфілд, Іллінойс, США) — американська акторка, комедіантка, сценаристка, режисерка та продюсерка. З 2001 по 2007 рік одержала популярність за роль Сокі Сент-Джеймс в телевізійному серіалі «Дівчата Гілмор», а з 2007 по 2009 рік грала Дену в ситкомі «Хто така Саманта?».
З 2010 по 2016 рік виконувала головну роль у комедійному серіалі «Майк і Моллі», за яку отримала номінацію на премію «Еммі» в категорії «Найкраща акторка комедійного серіалу». У 2011 році знялася у фільмі «Подружки нареченої».
У 2019 році номінована на кінопремію «Оскар» за головну жіночу роль у фільмі «Чи зможете Ви мені пробачити?».

## Фільмографія

### Акторка
| Рік       |    | Українська назва                  | Оригінальна назва                         | Роль                                         |
| --------- | -- | --------------------------------- | ----------------------------------------- | -------------------------------------------- |
| 1997      | с  | Шоу Дженні Маккарті               | The Jenny McCarthy Show                   | Мелісса                                      |
| 1998      | кф |                                   | God                                       | Маргарет                                     |
| 1999      | ф  |                                   | Go                                        | Сандра                                       |
| 2000      | кф |                                   | Auto Motives                              | Тонні                                        |
| 2000      | ф  | Втопимо Мону!                     | Drowning Mona                             | Ширлі                                        |
| 2000      | с  |                                   | D.C.                                      | Моллі                                        |
| 2000—2007 | с  | Дівчата Гілмор                    | Gilmore Girls                             | Сокі Сент-Джеймс                             |
| 2000      | ф  | Малюк                             | The Kid                                   | Скай Кінг офіціантка                         |
| 2000      | ф  | Ангели Чарлі                      | Charlie's Angels                          | Доріс                                        |
| 2002      | ф  | Гарбузик                          | Pumpkin                                   | Cici Пінкус                                  |
| 2002      | ф  | Третій зайвий                     | The Third Wheel                           | Мерилін                                      |
| 2002      | ф  | Білий олеандр                     | White Oleander                            | фельдшер                                     |
| 2002—2005 | мс | Кім Всеможу                       | Kim Possible                              | DNAmy                                        |
| 2003      | ф  | Життя Девіда Гейла                | The Life of David Gale                    | Ніко, дівчина гот                            |
| 2003      | кф | Курчача вечірка                   | Chicken Party                             | Той Вагнер                                   |
| 2004      | с  | Стримай свій ентузіазм            | Curb Your Enthusiasm                      | продавчиня                                   |
| 2007      | кф | Капітан                           | The Captain                               | Фран                                         |
| 2007—2009 | с  | Хто така Саманта?                 | Samantha Who?                             | Дена                                         |
| 2007      | ф  | Дев'ятки                          | The Nines                                 | Маргарет / Мелісса / Мері                    |
| 2008      | ф  | Просто додай води                 | Just Add Water                            | Сельма                                       |
| 2008      | ф  | Прекрасні виродки                 | Pretty Ugly People                        | Бекі                                         |
| 2009      | с  |                                   | Rita Rocks                                | Мінді Бун                                    |
| 2010      | с  | Приватна практика                 | Private Practice                          | Лінн Макдональд                              |
| 2010—2016 | с  | Майк і Моллі                      | Mike & Molly                              | Моллі Флінн                                  |
| 2010      | ф  | Запасний план                     | The Back-Up Plan                          | Керол                                        |
| 2010      | ф  | Життя як воно є                   | Life as We Know It                        | ДіДі                                         |
| 2011      | ф  | Подружки нареченої                | Bridesmaids                               | Меган                                        |
| 2012      | мс | Пінгвіни Мадагаскару              | The Penguins of Madagascar                | Шеллі                                        |
| 2012      | ф  | Кохання по дорослому              | This Is 40                                | Кетрін                                       |
| 2013      | ф  | Піймай шахрайку, якщо зможеш      | Identity Thief                            | Діана                                        |
| 2013      | ф  | Похмілля: Частина III             | The Hangover Part III                     | Кессі                                        |
| 2013      | ф  | Озброєні та небезпечні            | The Heat                                  | Маллінс                                      |
| 2014      | ф  | Теммі                             | Tammy                                     | Меммі                                        |
| 2014      | ф  | Святий Вінсент                    | St. Vincent                               | Меггі                                        |
| 2015      | ф  | Шпигунка                          | Spy                                       | Сьюзен Купер                                 |
| 2015      | ф  | Кухарський турнір                 | Cook-Off!                                 | Ембер Странг                                 |
| 2016      | ф  | Леді Бос                          | The Boss                                  | Мішель Дарнелл                               |
| 2016      | мф | Відділ потойбічних справ          | B.O.O.: Bureau of Otherworldly Operations | Вотс                                         |
| 2016      | ф  | Мисливці за привидами             | Ghostbusters                              | Еббі Йетс                                    |
| 2017      | с  | Суботнього вечора в прямому ефірі | Saturday Night Live                       | Шон Спайсер                                  |
| 2015      | в  |                                   | Kia Niro: Hero's Journey                  |                                              |
| 2018      | ф  | Душа компанії                     | Life of the Party                         | Діанна Майлз                                 |
| 2017—2018 | с  |                                   | Nobodies                                  | Мелісса Маккарті                             |
| 2018      | ф  | Іграшки для дорослих              | The happytime murders                     | Детектив Конні Едвардс                       |
| 2018      | ф  | Чи зможете Ви мені пробачити?     | Can you ever forgive me?                  | письменниця Лі Ізраель                       |
| 2019      | ф  | Королеви криміналу                | The Kitchen                               | Кеті Бреннан                                 |
| 2020      | ф  | Суперінтелект                     | Super Intelligence                        | Carol Peters                                 |
| 2021      | ф  | Громові сили                      | Thunder Force                             | Лідія Берман                                 |
| 2021      | ф  | Шпак                              | The Starling                              | Ліллі Мейнард                                |
| 2021—2022 | с  | Дев'ять ідеальних незнайомців     | Nine Perfect Strangers                    | Френсіс                                      |
| 2022      | с  | Улюблений дурень бога             | God's Favorite Idiot                      | Емілі Лак                                    |
| 2022      | ф  | Тор: Кохання та грім              | Thor: Love and Thunder                    | акторка у ролі Хели в театральній постановці |
| 2022      | с  | Сімпсони                          | The Simpsons                              | Келвін                                       |
| 2023      | ф  | Русалонька                        | The Little Mermaid                        | відьма Урсула                                |
| 2023      | ф  | Джин                              | Genie                                     | Флора                                        |
| 2024      | ф  | Без глазурі                       | Unfrosted                                 | Донна Станковскі                             |

### Сценаристка, продюсерка
| Рік       |    | Українська назва              | Оригінальна назва                       | Роль                                           |
| --------- | -- | ----------------------------- | --------------------------------------- | ---------------------------------------------- |
| 2013      | тф |                               | Untitled Larry Dorf/Ben Falcone Project | виконавча продюсерка                           |
| 2014      | ф  | Теммі                         | Tammy                                   | сценаристка, продюсерка                        |
| 2014—2016 | с  | Майк і Моллі                  | Mike & Molly                            | режисерка                                      |
| 2016      | ф  | Леді Бос                      | The Boss                                | сценаристка, виконавча продюсерка / продюсерка |
| 2018      | ф  | Душа компанії                 | Life of the Party                       | сценаристка, виконавча продюсерка / продюсерка |
| 2019      | ф  |                               | Super Intelligence                      | продюсерка                                     |
| 2021      | ф  | Громові сили                  | Thunder Force                           | продюсерка                                     |
| 2021—2022 | с  | Дев'ять ідеальних незнайомців | Nine Perfect Strangers                  | продюсерка                                     |
| 2022      | с  | Улюблений дурень бога         | God's Favorite Idiot                    | продюсерка                                     |
| 2023      | ф  | Джинн                         | Genie                                   | продюсерка                                     |